# 贾骞
贾骞（1963年5月—），男，山西五台人，中华人民共和国政治人物。曾任国家粮食和物资储备局副局长等职。

## 生平
1985年毕业于北京林业大学林业经济系林业经济专业，留系办公室任秘书（1987年改称北京林业大学经济管理学院）。1987年后，历任林业部经济信息中心筹建办公室、林业部调查规划设计院监测中心，林业部森林工业司、林业产业司干部。1995年至1997年，挂职任辽宁省北票市副市长。1998年后，历任国家林业局人才开发交流中心副主任、国家林业局办公室信息督查处处长，国家林业局全国木材行业管理办公室副主任、天然林保护工程管理办公室副主任等职。2005年至2011年下放至吉林省白山市，担任副市长职务。2011年回到中央，任国家粮食局财务司司长。2015年改任国家粮食局粮食交易协调中心主任。2018年国务院机构改革后，担任国家粮食和物资储备局机关党委专职副书记、人事司司长。2020年4月2日，任国家粮食和物资储备局副局长。2023年5月26日，卸任副局长职务。